# 石井流
石井流（いしい-りゅう）は、能楽大鼓方の一流儀。
安土桃山時代に、京の手猿楽役者初世石井庄左衛門滋長が名人樋口久左衛門に師事して一流を興し、江戸時代には京都在住のまま石井仁兵衛家が加賀藩の、弥市家が尾張藩の扶持を受けた。維新後、十世石井一斎は津村又喜（葛野流）、清水然知（高安流）とともに大鼓方の三名人と呼ばれたが、後嗣を欠いたために宗家は絶え、門弟の谷口正喜ら谷口家の宗家代理などを経て、石井仁兵衛（景喜）が十二世宗家を継承している。
能楽協会には10名弱が登録される程度であるが、京都・名古屋を中心として活躍している。調緒をゆるくかけ、革をあまり焙じないのが特色で、音がやわらかい。また原則として指皮をはめず、四種類の音をすべて打ち分ける。替えの手組みがきわめて多く、かつ複雑である。